# 汇泉湾
汇泉湾是中国山东省青岛市市南区的一个海湾，位于前海风景区的中部，西起鲁迅公园、青岛水族馆，东部是八大关风景区和汇泉角，西北有小鱼山公园、康有为故居，北面是汇泉广场，毗邻中山公园以及太平山。临海街道为南海路和莱阳路。湾内设有第一海水浴场。